# Comté de Beaver (Utah)
Pour les articles homonymes, voir Comté de Beaver et Beaver.
Le comté de Beaver (en anglais : Beaver County) est l’un des 29 comtés de l'État de l’Utah, aux États-Unis. Il a été créé en 1856. Le mot beaver en anglais signifie « castor » ; l'animal est abondant dans la région. Le siège du comté est à la ville de Beaver. Selon le recensement de 2000, sa population est de 6 005 habitants.